# Suwak Indrapuri
Suwak Indrapuri is een bestuurslaag in het regentschap Aceh Barat van de provincie Atjeh, Indonesië. Suwak Indrapuri telt 360 inwoners (volkstelling 2010).